# Bor
Bor ist ein chemisches Element mit dem Symbol B und der Ordnungszahl 5. Im Periodensystem steht es in der 3. Hauptgruppe, bzw. der 13. IUPAC-Gruppe, der Borgruppe, sowie der zweiten Periode. Das dreiwertige, seltene Halbmetall kommt in Form seiner Sauerstoffverbindungen als Borax und Kernit in einigen abbauwürdigen Lagerstätten vor. Bor existiert in mehreren Modifikationen: Amorphes Bor ist ein braunes Pulver, von kristallinem Bor sind mehrere allotrope Modifikationen bekannt.
Borverbindungen finden vielfältige Anwendungen in verschiedenen Industriezweigen. Die Waschmittelindustrie verwendet Borverbindungen wie Natriumperborat im großtechnischen Maßstab als Bleichmittel. Die Glasindustrie nutzt Bor in Form seiner Boraxverbindungen für die Produktion von Gläsern und Keramiken mit hoher Chemikalienresistenz und Temperaturwechselbeständigkeit. Elementares Bor wird in der Halbleiterindustrie zur Dotierung eingesetzt. Borpolymere und -keramiken spielen eine Rolle für die Herstellung hochfester Leichtbau- und feuerfester Materialien. Borcarbid weist eine hohe Härte auf und wird als Schleifmittel verwendet. Zum Hartlöten werden Borverbindungen als Flussmittel genutzt. In der Hydroborierung dienen Borreagenzien der Synthese organischer Feinchemikalien. Natürliches Bor besteht aus zwei stabilen Isotopen, von denen 10Bor als Neutronenabsorber geeignet ist.
Die Salze und Ester von Bor (Borate) haben geringe Toxizität für Säugetiere, sind aber giftig für Gliederfüßer und werden als Insektizide verwendet. Borsäure wirkt schwach antimikrobiell; es sind natürliche, Bor enthaltende Antibiotika bekannt. Bor ist möglicherweise ein essentielles Spurenelement. In der Landwirtschaft verbessert Bordüngung die Stabilität der pflanzlichen Zellwände. Bei Pflanzen ist Bor bei der Zellteilung, Zelldifferenzierung, Zellstreckung, Gewebebildung, Nukleinsäurestoffwechsel, der Eiweißsynthese und beim Energiestoffwechsel beteiligt.

## Geschichte
Borverbindungen (von persisch بوره burah über arabisch بورق buraq und griech. βοραχου bzw. lat. borax „borsaures Natron“, „Borax“) sind seit Jahrtausenden bekannt. Im alten Ägypten nutzte man zur Mumifikation das Mineral Natron, das neben anderen Verbindungen auch Borate enthält. Seit dem 4. Jahrhundert wird Boraxglas im Kaiserreich China verwendet. Borverbindungen wurden im antiken Rom zur Glasherstellung verwendet.
Erst 1808 stellten Joseph Louis Gay-Lussac und Louis Jacques Thénard Bor durch Reduktion von Bortrioxid mit Kalium, unabhängig hiervon etwas später Sir Humphry Davy durch Elektrolyse von Borsäure her. 1824 erkannte Jöns Jakob Berzelius den elementaren Charakter des Stoffes. Die Darstellung von reinem kristallisierten Bor gelang dem amerikanischen Chemiker W. Weintraub im Jahre 1909 durch Reduktion von gasförmigem Bortrichlorid mit Wasserstoff im Lichtbogen.

## Vorkommen
Wie die beiden im Periodensystem vorangehenden Elemente Lithium und Beryllium ist auch Bor ein im Sonnensystem auffallend seltenes Element. Die Seltenheit dieser drei Elemente erklärt sich daraus, dass sie keine Produkte der stellaren Kernfusionen sind, die zur Elemententstehung (Nukleosynthese) führen. Das Wasserstoffbrennen führt zu Heliumatomen, das darauffolgende Heliumbrennen (der Drei-Alpha-Prozess) schon zu Kohlenstoffatomen. Bor und Beryllium entstehen ausschließlich bei der Spallation schwerer Atomkerne durch kosmische Strahlung.
Bor kommt auf der Erde nur in sauerstoffhaltigen Verbindungen vor. Große Lagerstätten befinden sich in Bigadiç, einem Landkreis der Provinz Balıkesir im Westen der Türkei. Die größten Boratminen befinden sich bei Boron (Kalifornien) (die Kramer-Lagerstätte) und in Kırka (Türkei). Abgebaut werden die Mineralien Borax, Kernit und Colemanit. In der Türkei sind 70 % der abgebauten Erze Colemanit und werden für die Herstellung von hitzeresistentem Glas verwendet. Weitere Vorkommen gibt es in der Mojave-Wüste in den USA, sowie in den Anden (Südamerika) und alpinen Regionen im südlichen Eurasien. Staßfurter Kalisalze enthalten geringe Mengen vergesellschafteten Boracit.
Die weltweiten Abbaumengen betrugen im Jahr 2005 geschätzt 4,9 Mio. Tonnen (als) Bortrioxid. Seit dem Jahr 2007 veröffentlichen die USA ihre Abbaumengen nicht mehr, da sie ein Geschäftsgeheimnis darstellen. Die globalen Abbaumengen verteilen sich, wie folgt:
| Land                | Abbau (Mio. Tonnen) | Abbau (Mio. Tonnen)      | Abbau (Mio. Tonnen)    | Abbau (Mio. Tonnen) |
| Land                | 2005 als B2O3       | 2019                     | 2020                   | Reserven            |
| ------------------- | ------------------- | ------------------------ | ---------------------- | ------------------- |
| Vereinigte Staaten  | 001,15              | nicht veröffentlicht     | nicht veröffentlicht   | 40                  |
| Argentinien         | 000,82              | 0,071 (Roherz)           | 0,071 (Roherz)         | unbek.              |
| Bolivien            | 000,068             | 0,2 (Ulexit)             | 0,2 (Ulexit)           | unbek.              |
| Chile               | 000,59              | 0,4 (Ulexit)             | 0,35 (Ulexit)          | 35                  |
| Volksrepublik China | 000,14              | 0,25 (B2O3-Äquivalent)   | 0,38 (B2O3-Äquivalent) | 24                  |
| Deutschland         |                     | 0,12 (Borverbindungen)   | 0,12 (Borverbindungen) | unbek.              |
| Iran                | 000,003             |                          |                        | unbek.              |
| Kasachstan          | 000,03              |                          |                        | unbek.              |
| Peru                | 000,009             | 0,111 (Rohborate)        | 0,11 (Rohborate)       | 4                   |
| Russland            | 000,4               | 0,08 (Datolitherz)       | 0,08 (Datolitherz)     | 40                  |
| Türkei              | 001,7               | 2,4 (raffinierte Borate) | 2 (raffinierte Borate) | 1200                |
| Gesamt (gerundet)   | l≈ 4,9              |                          |                        | > 1350              |

unbek. = unbekannter Wert
In Wasser kommt Bor überwiegend als undissoziierte Borsäure vor.
Bor kommt im Meerwasser in einer Konzentration von 4000 bis 5000 µg/l vor.
In Meeresluft wurden 0,17 μg/m³ gemessen (WHO, 1996).
In Mineralwässern wurden durchschnittlich 500 μg/l Bor gemessen, mit einem Wertespektrum zwischen weniger als 20 μg/l und 3230 µg/l.
Der Gehalt im Grundwasser sowie in Binnengewässern liegt in Deutschland im Bereich von 10 bis 50 μg/l, wobei in Baden-Württemberg von einem Hintergrundwert (ohne anthropogene Beeinflussung) im Grundwasser von 50 μg/l ausgegangen wird.
In der Außenluft sind in Deutschland im Durchschnitt 0,016 µg/m³ und im Trinkwasser Werte von 10 bis 210 μg/l gemessen worden. Im Boden liegt die Konzentration an Borax zwischen 88.000 und 177.000 µg/kg bezogen auf das Trockengewicht.
In der Schweiz wird von natürlichen Borgehalten im Flusswasser von rund 10 μg/l und im Grundwasser von bis zu 40 μg/l ausgegangen, während die tatsächlichen Werte in Flüssen und Seen bis über 200 μg/l betragen können und das Trinkwasser durchschnittlich rund 20 μg/l und höchstens 60 μg/l Bor enthält.
Pflanzen benötigen Bor, der Gehalt in der Trockenmasse beträgt zwischen 30.000 und 75.000 µg/kg. Menschen nehmen Bor über Trinkwasser und Nahrung auf, der Gehalt im Körper beträgt etwa 700 µg/kg.

## Gewinnung und Darstellung
Amorphes Bor (sog. Moissan’sches Bor) wird durch die Reduktion von Bortrioxid, B2O3, mit Magnesiumpulver hergestellt:
{\displaystyle {\ce {B2O3 + 3Mg -> 2B + 3MgO}}}
Derartig gewonnenes Bor besitzt nach Abtrennen der Beimengungen eine Reinheit von 98 %. Die Reinheit des Stoffes kann erhöht werden, indem das Bor als Reinstoff aus einer Platinschmelze bei 800–1200 °C auskristallisiert wird.
Kristallines Bor lässt sich auch durch andere Verfahren darstellen: Das Element lässt sich meist aus seinen Halogeniden als Reinstoff gewinnen. Mittels eines 1000–1400 °C heißen Wolfram- oder Tantaldrahts (früher auch Kupferdraht) kann durch Reduktion von Bortrichlorid oder Bortribromid mit Wasserstoff das Element in sehr hoher Reinheit dargestellt werden. Um Bortrifluorid mit Wasserstoff zu reduzieren, wären Reaktionstemperaturen von 2000 °C erforderlich, sodass diese Verbindung nicht als Ausgangsstoff zur Darstellung genutzt wird.
{\displaystyle {\ce {2BX3 + 3H2 -> 2B + 6HX}}\qquad {\ce {X}}={\ce {Cl,Br}}}
Eine weitere Möglichkeit stellt die thermische Zersetzung von Diboran bei 600–800 °C bzw. von Bortriiodid bei 800–1000 °C an einer Tantal-, Wolfram- oder Bornitrid-Oberfläche dar.
{\displaystyle {\ce {B2H6 -> 2B + 3H2}}}
{\displaystyle {\ce {2BI3 -> 2B + 3I2}}}

## Modifikationen
Die vermutlich thermodynamisch stabilste Form ist die β-rhomboedrische Modifikation (β-Bor). Sie hat eine komplizierte Struktur mit mindestens 105 Boratomen pro Elementarzelle, wobei hier noch Boratome hinzukommen, die sich auf teilbesetzten Lagen befinden. Die Anzahl der Boratome pro Elementarzelle wird mit 114 bis 121 Atomen angegeben. Die Struktur dieser Modifikation kann man mit einem 60-Ecken-Polyeder beschreiben.
Die einfachste allotrope Modifikation ist die α-rhomboedrische Form des Bors (α-Bor). Die in dieser Modifikation des Bors dominierende Struktureinheit ist das B12-Ikosaeder mit 12 Boratomen im Ikosaeder. Diese sind in Schichten angeordnet, ähnlich wie in einer kubisch flächenzentrierten Packung. Die Ikosaeder einer Schicht sind durch Dreizentrenbindungen und die Ikosaeder benachbarter Schichten durch Zweizentrenbindungen miteinander verknüpft.
α-tetragonales Bor (auch als γ-Bor bezeichnet), die als erstes dargestellte kristalline Form des Bors, enthält 50 Bor-Atome in der Elementarzelle (gemäß der Formel (B12)4B2), kann beispielsweise aber auch, abhängig von den Herstellungsbedingungen, als Einschlussverbindung B50C2 oder B50N2 vorliegen. Im fremdatomfreien α-tetragonalen Bor verbindet ein einzelnes Boratom immer vier B12-Ikosaeder miteinander. Jedes Ikosaeder hat Verbindungen zu je zwei einzelnen Boratomen und zehn anderen Ikosaedern. Seit der ersten Beschreibung dieser Struktur 1958 ist es nie wieder gelungen, diese Modifikation rein herzustellen. Man geht mittlerweile davon aus, dass reines α-tetragonales Bor in der beschriebenen Struktur nicht existiert.
Das elementare Bor ist schwarz, sehr hart und bei Raumtemperatur ein schlechter Leiter. Es kommt nicht in der Natur vor.
Forscher an der ETH in Zürich stellten aus äußerst reinem Bor einen ionischen Kristall her. Dazu musste das Material einem Druck von bis zu 30 Gigapascal und einer Temperatur von 1500 °C ausgesetzt werden. Dieselbe Arbeitsgruppe veröffentlichte mittlerweile ein Addendum, wonach sie die Bindungssituation in dieser Modifikation als kovalent bezeichnen.
Einem Forschungsteam an der Universität Bayreuth ist es 2011 gelungen, α-rhomboedrisches Bor eindeutig als thermodynamisch stabile Phase von Bor zu identifizieren.
In Hochdrucklaboratorien wurde eine Serie unterschiedlicher Borkristalle bei Temperaturen bis zu 2300 Kelvin und Drücken bis zu 15 Gigapascal synthetisiert. Von besonderem Interesse für die Forschung und für industrielle Anwendungen, wie die Halbleitertechnik, sind hierbei α-Bor-Einkristalle.

## Eigenschaften

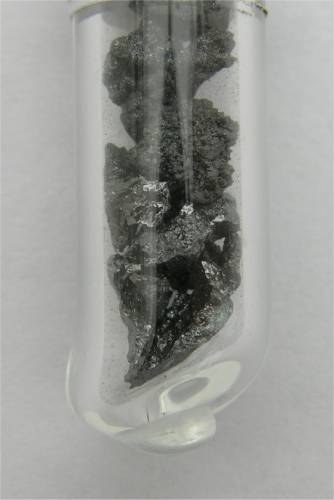
Borstücke

### Physikalische Eigenschaften
Wegen der hohen Ionisierungsenergie sind von Bor keine B3+-Kationen bekannt. Die komplizierten Strukturen in vielen Borverbindungen und deren Eigenschaften zeigen, dass die Beschreibung der Bindungsverhältnisse als kovalent, metallisch oder ionisch stark vereinfachend sind und durch einen Molekülorbital(MO)-Ansatz ersetzt werden müssen.
Die Elektronenkonfiguration 1s22s22p1 des Bors zeigt, dass nur die drei Elektronen der zweiten Schale für die Ausbildung von kovalenten Bindungen mit s-, px-, py- und pz-Orbitalen zur Verfügung stehen. Dieser Elektronenmangel wird durch Ausbildung von Mehrzentrenbindungen, insbesondere einer Dreizentrenbindung, und Elektronenakzeptorverhalten (Lewis-Acidität) kompensiert. Es ist gelungen, eine Borverbindung mit einer Bor-Bor-Dreifachbindung herzustellen.
Bor ist durchlässig für Infrarotlicht. Bei Raumtemperatur zeigt es eine geringe elektrische Leitfähigkeit, die bei höheren Temperaturen stark ansteigt.
Bor besitzt die höchste Zugfestigkeit aller bekannten Elemente sowie die zweithöchste Härte, nur übertroffen von der Kohlenstoffmodifikation Diamant. Bormodifikationen haben physikalische und chemische Ähnlichkeit mit Hartkeramiken wie Siliciumcarbid oder Wolframcarbid.

### Chemische Eigenschaften
Bis 400 °C ist Bor reaktionsträge, bei höheren Temperaturen wird es zu einem starken Reduktionsmittel. Bei Temperaturen über 700 °C verbrennt es in Luft zu Bortrioxid B2O3. Von siedender Salz- und Fluorwasserstoffsäure wird Bor nicht angegriffen. Oxidierend wirkende, konzentrierte Schwefelsäure greift Bor erst bei Temperaturen über 200 °C an, konzentrierte Phosphorsäure hingegen erst bei Temperaturen über 600 °C.
Löst man B2O3 in Wasser, so entsteht die sehr schwache Borsäure. Deren flüchtige Ester, am deutlichsten Borsäuretrimethylester, färben Flammen kräftig grün.
Die Fähigkeit des Bors, über kovalente Bindungen stabile räumliche Netzwerke auszubilden, sind ein weiterer Hinweis auf die chemische Ähnlichkeit des Bors mit seinen Periodennachbarn Kohlenstoff und Silicium.
Eine wichtige Forschungsdisziplin der heutigen anorganischen Chemie ist die der Verbindungen des Bors mit Wasserstoff (Borane) sowie mit Wasserstoff und Stickstoff, die den Kohlenwasserstoffen ähneln (isoelektronisch), z. B. Borazol B3N3H6 („anorganisches Benzol“). Eine Reihe organischer Borverbindungen sind bekannt, beispielsweise Boronsäuren.

## Isotope
Es sind insgesamt 13 Bor-Isotope zwischen 6B und 19B bekannt. Von diesen sind zwei, die Isotope 10B und 11B, stabil und kommen in der Natur vor. Das Isotop mit dem größeren Anteil an der natürlichen Isotopenzusammensetzung ist 11B mit 80,1 %, 10B hat einen Anteil von 19,9 %. Alle künstlichen Isotope haben sehr kurze Halbwertszeiten im Millisekundenbereich.

## Verwendung
Die wirtschaftlich wichtigste Verbindung ist Borax (Natriumtetraborat-Decahydrat, Na2B4O7 · 10 H2O) zur Herstellung von Isolier- und Dämmstoffen sowie Bleichstoffen (Perborate). Weitere Anwendungen:

### Elementares Bor
- Additiv für Raketentreibstoffe
- Ferrobor und Bor als Legierungszusatz für Feinkornbaustähle und Nickelbasislegierungen
- Reduktionsmittel bei der Herstellung von reinem Kupfer, um Sauerstoff zu entfernen[35]
- Bor als Kornfeinungsmittel für Messing-Gusslegierungen
- Bor-Nitrat-Gemische als Zünder für Airbags
- Kristallines Bor und Borfasern für Anwendungen mit extrem hoher Festigkeit und Steifigkeit: Bauteile für Helikopterrotoren, Tennisrackets, Golfschläger, Angelruten, Panzerungen und schusssichere Westen;[36][37] wegen des geringen Radarechos findet es Verwendung in den Stealth-Kampfflugzeugen F-117 und B-2.
- Feuerwerksartikel und Leuchtspurmunition (wegen intensiv grüner Flamme)
- p-Dotierung in Silicium
- Thermochemische Randschichthärtung, siehe Borieren
- Nadelträger bei sehr hochwertigen Tonabnehmersystemen von Plattenspielern, als Ersatz für Aluminium
- Die Kernfusion von 11B-Atomkernen mit Protonen wäre eine – technisch noch sehr ferne – Möglichkeit zur Energiegewinnung.

### Borverbindungen
- Waschmittel (Perborate)
- Lichtwellenleiter
- Organische Synthesen
- Feuerfestes Borosilikatglas
- Glasfritten
- Keramikglasuren
- Pflanzenschutzmittel
- Schleifmittel und Schneidstoff zur Bearbeitung von Stahl (Borcarbid, Bornitrid); weitere Anwendungen siehe dort
- Neodym-Eisen-Borverbindungen zur Herstellung stärkster Magnete. Sie werden genutzt für Kernspintomographen, Mikromotoren und Festplatten (Positionierung der Schreib-/Leseköpfe), Dauermagnet-Rotoren (z. B. Schritt- und Servomotoren), Linearmotoren für Positionierachsen, hochwertige Lautsprecher und Kopfhörer. Gegenüber den Cobalt-Samarium-Magneten sind sie wesentlich preiswerter.
- Abtastnadelträger bei hochwertigen Tonabnehmern für Schallplatten
- Brems- und Kupplungsbeläge
- Panzerungen, kugelsichere Westen
- Nuklearanwendungen von Borverbindungen, meist Borcarbid B4C:
  - Neutronenabschirmung aufgrund des sehr hohen Wirkungsquerschnitts für thermische Neutronen bei der Kernreaktion 10B(n,{\displaystyle \alpha })7Li (3837 Barn);[35] für Bor mit natürlicher Isotopenzusammensetzung gelten demnach 764 Barn. Borverbindungen werden deshalb Strahlenschutzkleidung und -wänden, Stählen für Lagergefäße von Kernbrennstoffen und der dem Strahlenschutz dienenden Betonhülle hinzugefügt.
    - Steuerstäbe zur Regelung und zum Abschalten der Kettenreaktion in Kernreaktoren.
    - Bei Druckwasserreaktoren wird dafür dem Kühlwasser eine variable Menge von Borsäure zugemischt.

  - Detektion von Neutronen auf Basis der gleichen Reaktion
  - Neutronenquelle durch die Kernreaktion 11B({\displaystyle \alpha },n)14N
- Flussmittel zum Löten (Borsäure)
- Boraxperle als grobe chemische Analysemethode für Metallionen
- Kühlschmierstoffe in der Zerspanung
- Holzschutzmittel (wegen geringer Giftigkeit)
- Flammschutzmittel für Platinen
- Kosmetikindustrie
- Düngemittel
- Borane
- Diboran
- Boroxin Herstellung von Elektrolyten
- Boride
- Bornitrid
- Borhalogenide
- Nachweis von niederen Alkoholen mit Borsäure (s. Borsäuretrimethylester)
- BNCT (Boron Neutron Capture Therapy)
- Magnesiumdiborid (MgB2)
- Rheniumdiborid (ReB2) ist ein Feststoff härter als Diamant
- Strontiumborid (SrB6) wird in Steuerstäben für Kernreaktoren eingesetzt
- Lanthanhexaborid (LaB6) wird in hochergiebigen Kathoden als Elektronenemitter genutzt

## Physiologie
Bor ist möglicherweise ein essenzielles Spurenelement, das unter anderem positiven Einfluss auf Knochenstoffwechsel und Gehirnfunktion hat.
Menschen nehmen Bor über Trinkwasser und Nahrung auf. Im Körper liegt ein Gehalt von etwa 0,7 ppm vor. Die World Health Organization (WHO) stellte 1998 in einer Studie fest, dass weltweit von einer durchschnittlichen Aufnahme von 1–2 mg Bor pro Tag ausgegangen werden kann, und empfiehlt einen Richtwert (Guideline value) von 2,4 mg/l Trinkwasser.
Pflanzen reagieren zum Teil sehr empfindlich auf Bor, so dass bestimmte sensible Pflanzen (Weiden, Obstbäume, Artischocken) bei Konzentrationen von mehr als 1 mg/l Bor zu Borchlorosen neigen (Krankheitsbild gekennzeichnet durch vermehrte Bildung von braunen Flecken) und schließlich absterben können. Pflanzen reagieren aber auch empfindlich auf zu wenig Bor, der Gehalt in der Trockenmasse liegt meist zwischen 30 und 75 ppm.

## Pharmakologie
Bortezomib ist das erste Arzneimittel, das Bor enthält. Es ist der erste verfügbare Proteasom-Inhibitor, der seit 2008 zur Behandlung des Multiplen Myeloms zugelassen ist. Über das Bor erfolgt die hochspezifische und hochaffine Bindung an die katalytische Stelle des 26S-Proteasoms.
Da die Borversorgung über die Nahrung und das Trinkwasser in der Regel ausreichend ist und ein zusätzlicher Nutzen von borhaltigen Nahrungsergänzungsmitteln unbelegt ist, wird angesichts der möglichen Risiken von deren Verwendung abgeraten.

## Sicherheitshinweise
Elementares Bor ist in geringen Dosen nicht giftig. Für Bor gibt es keine Hinweise auf genotoxische oder kanzerogene Wirkungen; von der Deutschen Gesellschaft für Ernährung ist kein Referenzwert für Bor als Zufuhrempfehlung aufgeführt.
Dosen über 100 mg/Tag können jedoch Vergiftungserscheinungen hervorrufen. Die US-amerikanische Behörde EPA gibt einen täglichen Grenzwert (RfD – Reference Dose) von 0,2 mg pro Kilogramm Körpergewicht für Bor und Borate an, geht jedoch nicht von einer Karzinogenität aus.
Bortrioxid, Borsäure und Borate werden mit der 30. ATP in der EU seit Sommer 2009 als fortpflanzungsgefährdend eingestuft. Bei Borsäure und Borax wurde dieser Effekt bislang jedoch lediglich bei der Verabreichung von höheren Dosen an Mäuse beobachtet.
Einige Borverbindungen wie die Borane (Borwasserstoffverbindungen) sind hochgradig toxisch und müssen mit größter Sorgfalt gehandhabt werden.

## Nachweis
Bor lässt sich in der analytischen Chemie mit der Curcumin-Methode quantitativ in Form des rot gefärbten Komplexes Rosocyanin, bzw. unter zusätzlicher Verwendung von Oxalsäure durch die Farbreaktion zu Rubrocurcumin nachweisen. Hierzu wird eine Probe des Bor-haltigen Materials oxidativ aufgeschlossen. Die durch den Aufschluss gebildete Borsäure kann anschließend kolorimetrisch bestimmt werden.
Zur Messung der Expositionen von Bor am Arbeitsplatz saugt man mit einer Pumpe ein definiertes Luftvolumen durch einen Membranfilter. Zur analytischen Bestimmung wird das Bor mit einem Gemisch aus Salpetersäure und Salzsäure überführt. Gemäß dem Messsystem Gefährdungsermittlung der Unfallversicherungsträger (MGU) wird Bor mittels ICP-Massenspektrometrie bestimmt. Die Bestimmungsgrenze liegt bei 2 µg/m³.